# Elaphoglossum porteri
Elaphoglossum porteri là một loài thực vật có mạch trong họ Lomariopsidaceae. Loài này được Hicken mô tả khoa học đầu tiên.